# Shanghai Darts Masters
De Shanghai Darts Masters was onderdeel van de World Series of Darts van de Professional Darts Corporation. In 2016 werd dit toernooi voor het eerst gehouden en in 2018 voor het laatst. Aan het toernooi mochten acht spelers van de PDC Pro Tour en acht Aziatische qualifiers meedoen.

## Finales
| Jaar | Winnaar (gemiddelde in finale) | Legs  | Runner-up (gemiddelde in finale) | Locatie                                | Bron  | Prijzengeld totaal | Prijzengeld winnaar |
| ---- | ------------------------------ | ----- | -------------------------------- | -------------------------------------- | ----- | ------------------ | ------------------- |
| 2016 | Michael van Gerwen (100.54)    | 8 – 3 | James Wade (94.69)               | Himalaya Theatre, Shanghai             | [ 1 ] | £60.000            | £20.000             |
| 2017 | Michael van Gerwen (102.77)    | 8 – 0 | Dave Chisnall (83.39)            | Hotel Pullman Shanghai South, Shanghai | [ 2 ] | £60.000            | £20.000             |
| 2018 | Michael Smith (97.03)          | 8 – 2 | Rob Cross (92.12)                | Hotel Pullman Shanghai South, Shanghai | [ 3 ] | £60.000            | £20.000             |

2016 · 2017 · 2018